# Mord na Wzgórzach Morzewskich
Mord na Wzgórzach Morzewskich – masowa zbrodnia popełniona w czasie II wojny światowej przez funkcjonariuszy Gestapo na 40 osobach narodowości polskiej i 2 osobach narodowości niemieckiej na Wzgórzach Morzewskich, 7 listopada 1939 roku.
Przeciw zamordowanym nie toczyło się żadne dochodzenie. Nie było też żadnego sądu nad nimi. Z dwóch zamordowanych Niemców Paul Dreikant z Lipin zginął, bo przed wojną publicznie drwił z Niemców, a nauczyciel religii ewangelickiej z Wyszynek Oskar Fuhrman został zamordowany za to, że był ppor. rezerwy Wojska Polskiego.
Gdy w 1944 roku zbliżały się wojska radzieckie, Niemcy ekshumowali ciała ofiar i spalili je w celu zatarcia śladów. Nie wiedzieli, że Antoni Zabel, szwagier jednego z zabitych, Władysława Kai, kierownika szkoły w Budzyniu, obserwował rozstrzelanie ukryty w kopie siana. Jeszcze tego samego dnia wieczorem Joanna Kaja, żona Władysława, dowiedziała się o tragedii (przebywała wtedy z trójką dzieci w domu brata ok. 1000 m od miejsca mordu).
Na miejscu mordu utworzono Miejsce Pamięci Narodowej, wpisane 23 listopada 1993 roku do rejestru zabytków pod numerem A-748.

## Zeznanie Antoniego Zabla przed Okręgową Komisją Badania Zbrodni Hitlerowskich
Siódmego listopada 1939 r. pomiędzy godziną 12 a 13, udałem się na moją łąkę, droga prowadziła przez Wzgórza Morzewskie. Gdy doszedłem do lasu, minął mnie samochód z żołnierzami niemieckimi. Byli to prawdopodobnie funkcjonariusze Gestapo z Chodzieży, w liczbie około sześciu, którymi dowodził podporucznik. Żołnierze wyszli z samochodu z oskardami i łopatami w rękach i udali się na stok wzgórza (...) Szedłem dalej w stronę Noteci z obiadem dla pastuchów. Około godziny 14-tej wracałem tą samą drogą do domu w Morzewie. Zauważyłem, iż droga i wzgórza były obstawione niemieckimi żołdakami. Spędzono wszystkich ludzi z łąk i lasu (...) Za chwilę pojawił się na drodze do Chodzieży samochód ciężarowy, a za nim samochody osobowe. Widząc co się święci, ukryłem się w stogu siana. Samochody zatrzymały się na drodze, w odległości 100 metrów od mojego stanowiska obserwacyjnego. Z samochodu ciężarowego schodzili mężczyźni w ubraniach cywilnych i żołnierze niemieccy. Z samochodów osobowych wysiedli również Niemcy, mężczyźni w ubraniach cywilnych schodzili parami. Tych par mogło być około 12-tu. Wśród krzyku i przekleństw żołnierze niemieccy poprowadzili pod stok wzgórza. Wśród nich rozpoznałem wysoką i okazałą postać mojego szwagra, Władysława Kaję, kierownika szkoły podstawowej w Budzyniu. Szedł w ostatniej parze prawdopodobnie z księdzem Łakotą, proboszczem z Budzynia. Pochód skazańców zbliżył się do skraju lasu, gdzie niemieccy żołnierze wykopali mogiłę. Wkrótce usłyszałem serię z karabinu maszynowego. Na chwilę zapanowała cisza. Nie trwała ona jednak długo, bowiem oprawcy dobijali ofiary pojedynczymi strzałami z pistoletu. Widziałem dokładnie cały przebieg bestialskiej egzekucji na niewinnych ludziach. Wśród ogólnej wesołości żołdacy niemieccy udali się z powrotem na drogę, gdzie wsiedli do samochodów i odjechali w stronę Chodzieży. Na wzgórzach i drogach pozostały jednak posterunki. W swoim ukryciu przeczekałem jeszcze około godziny. Wtem znowu widzę, jak od strony Chodzieży nadjechały te same samochody. Zdjęty obawą wyszedłem ze swego ukrycia i spotkałem nadchodzącego od strony rzeki stróża Jana Piekarskiego. Robiło się już szaro. Z oddali usłyszałem znów strzały z broni maszynowej i pistoletów. Dokonano egzekucji drugiej grupy więźniów.

## Oprawcy
Sekretarz kryminalny
Franz Wolf z Kolonii
Asesorzy kryminalni
Karl Kreis z Osnabrück
Willy Meyer z Osnabrück
Karl Tag z Reichenbergu
Urzędnicy kryminalni
Helmut Stiemert z Koblencji
Karl Urferer z Linzu

## Ofiary

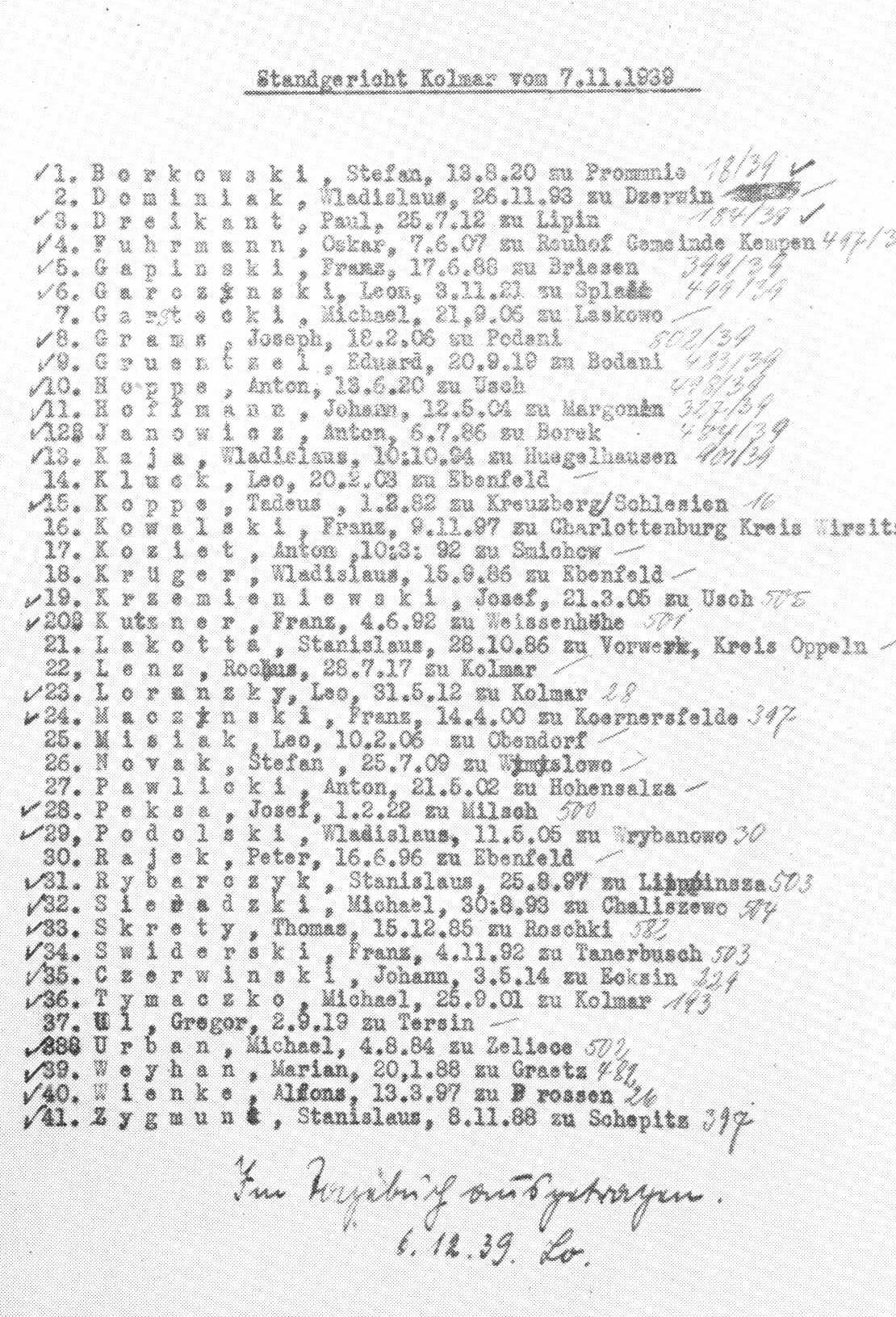
Niemiecka lista rozstrzelanych na Wzgórzach Morzewskich

Jest kilka list ofiar: oryginalna lista chodzieskiego gestapo, jej tłumaczenie znajdujące się w broszurze Wielkopolskiego Obywatelskiego Komitetu Ochrony Pomników Walki i Męczeństwa, lista z kroniki J. A. Kai, lista zamieszczona w artykule Z. Szymankiewicza oraz kilka innych, które można spotkać w internecie lub na starych zdjęciach grobu ofiar. Osoby z listy niemieckiej są wyróżnione symbolem (n). Liczba ofiar podawana w różnych źródłach zmieniała się w okresie powojennym w zakresie od 41 do 45, bowiem niektóre rodziny nie wiedziały, że ich krewni zostali aresztowani i nie pojawili się w domu po wojnie. Takie osoby były dołączane do ofiar Wzgórz Morzewskich, bo wiadomo było, że tam rozstrzelano więźniów więzienia chodzieskiego. Dopiero po jakimś czasie ludzie ci wrócili do kraju z Niemiec. Wtedy skorygowano dane i obecnie przyjmuje się, że lista niemiecka jest poprawna. Zapis nazwisk jest zgodny z publikacjami J. A. Kai i Z. Szymankiewicza (z wyjątkiem nazwiska Fuhrman, które występuje tam jako Furman).

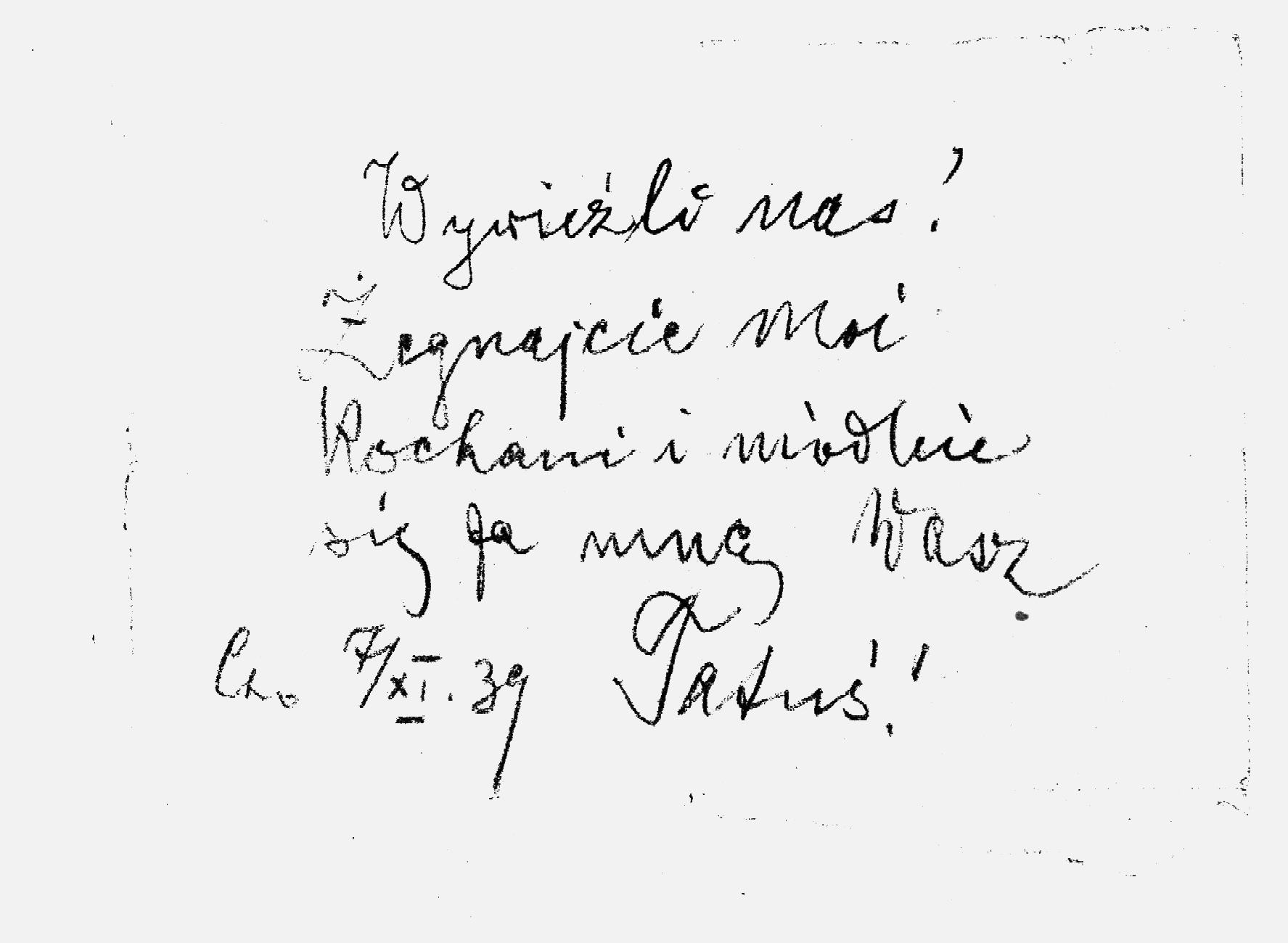
Ostatni list, wyrzucony przez Władysława Kaję z ciężarówki wywożącej go na rozstrzelanie (z archiwum Józefa Andrzeja Kai, syna Władysława): Wywieźli nas! Żegnajcie moi kochani i módlcie się za mną. Wasz Tatuś! Cho 7/XI 39.

1. Stefan Borkowski z Chodzieży, ur. 13.08.1920 (n)
2. Jan Czerwieński z Sułaszewa, ur. 03.05.1914 (n)
3. Władysław Dominiak z Chodzieży, ur. 26.11.1893 (n)
4. Paul Dreikant z Lipin, ur. 25.07.1912 (n)
5. Oskar Fuhrman z Wyszynek, ur. 07.06.1907 (n)
6. Franciszek Gapiński z Margonina, ur. 17.06.1888 (n)
7. Leon Garczyński z Chrustowa, ur. 03.11.1921 (n)
8. Michał Garstecki z Chodzieży, ur. 21.09.1906 (n)
9. Józef Grams z Chodzieży, ur. 18.02.1906 (n)
10. Edward Grencel[b] z Chodzieży, ur. 20.09.1919 (n)
11. Antoni Hoppe z Ujścia, ur. 13.06.1920 (n)
12. Jan Hoffmann z Chodzieży, ur. 12.05.1904 (n)
13. Antoni Janowicz z Chodzieży, ur. 06.07.1886 (n)
14. Władysław Kaja, kierownik szkoły w Budzyniu, ur. 10.10.1894 (n)
15. Leon Kluck z Równegopola, ur. 20.02.1903 (n)
16. Tadeusz Koppe, burmistrz Chodzieży, ur. 01.02.1882 (n)
17. Franciszek Kowalski z Równopola, ur. 09.11.1897 (n)
18. Antoni Kozieł z Laskowa, ur. 10.03.1892 (n)
19. Władysław Kruger[c] z Równopola, ur. 15.09.1888 (n)
20. Józef Krzemieniewski z Muranowa, ur. 21.03.1906 (n)
21. Franciszek Kutzner z Atanazyna, ur. 04.06.1892 (n)
22. Roch Lenz z Chodzieży, ur. 28.07.1917 (n)
23. Leon Lorencki[d] z Chodzieży, ur. 31.05.1912 (n)
24. Stanisław Łakota, proboszcz z Budzynia, ur. 28.10.1886 (n)
25. Franciszek Maczyński ze Strzelec, ur. 14.04.1900 (n)
26. Leon Misiak z Radwanek, ur. 10.02.1906 (n)
27. Stefan Nowak z Budzynia, ur. 25.07.1909 (n)
28. Antoni Pawlicki z Szamocina, ur. 21.05.1902 (n)
29. Józef Peksa z Chrustowa, ur. 01.02.1922 (n)
30. Władysław Podolski z Szamocina, ur. 11.05.1906 (n)
31. Piotr Rajek z Równopola, ur. 16.06.1896 (n)
32. Stanisław Rybarczyk z Chodzieży, ur. 25.08.1897 (n)
33. Michał Sieradzki, sołtys z Zacharzyna, ur. 30.08.1893 (n)
34. Tomasz Skręty, policjant z Budzynia, ur. 15.12.1885 (n)
35. Franciszek Świderski z Chodzieży, ur. 04.11.1892 (n)
36. Michał Tymoczko z Chodzieży, ur. 25.09.1891 (n)
37. Grzegorz Ul z Prosny, ur. 02.09.1919 (n)
38. Michał Urban z Chodzieży, ur. 04.08.1894 (n)
39. Michał Weyhan, wójt z Chodzieży, ur. 20.01.1888 (n)
40. Alfons Wienke z Kamionki, ur. 13.03.1897 (n)
41. Stanisław Zygmunt ze Strzelec, ur. 08.11.1888 (n)
42. Jan Rybarczyk z Ujścia, ur. 1892[5]